# Religia Hunów
Religia Hunów – system wierzeń i praktyk koczowniczego plemienia, które w IV–VI wieku obejmowało swoimi wpływami obszar od Azji Środkowej do Europy Wschodniej. Pierwotne wierzenia Hunów nie są znane. Lud nie pozostawił po sobie źródeł pisanych. Szczątkowe informacje pochodzą z relacji gockiego historyka Jordanesa oraz bardziej obszerne z Historii Agwanów, zawierającej między innymi opis misji biskupa albańskiego Izraela, który w 682 roku odbył podróż na dwór App-Ilitwera w Waraczanie w charakterze posła władcy albańskiego Waraza-Trdata. 
Według Izraela Hunowie oddawali cześć boską Tengri-chanowi, któremu sąsiadujący z nimi Persowie nadali imię Aspandeat. Prawdopodobnie postać mityczna Tengri-chana była rezultatem ewolucji Tengriego, bóstwa plemion Xiongnu i ludów tureckich, do których według jednej z hipotez należeli Hunowie. Naczelne bóstwo Hunów było władne kierować siłami natury. Zaliczano do nich Kuara, boga piorunów, którego należało przebłagać, składając mu ofiary, bóstwa szlaków, słońca, księżyca, ognia, wody i in.
Kult religijny polegał na składaniu ofiar, rytualnych walkach na miecze, zapasach, wyścigach konnych, tańcach i orgiach. Obrzędom towarzyszyły uderzenia w bębny. Prawdopodobnie większa część tych rytuałów miała miejsce z okazji uroczystości pogrzebowych, z którym powiązana była tradycja samookaleczenia na znak żałoby. Szczególną wagę przywiązywano do składania bóstwom drzew ofiar z koni. Krew zabitych zwierząt rozlewano wokół świętych drzewa, a skórę wieszali na ich gałęziach. Kult religijny wpierali kapłani, czarodzieje, znachorzy oraz służący miejsc kultu. Przedmioty magiczne i amulety ze złota i srebra w kształcie smoków zapewniały Hunom ochronę przed złymi duchami. 